# Tábor nucené práce Uherčice
Tábor nucené práce Uherčice byl zřízen 22. července 1949 na žádost ministerstva zemědělství jako pobočka TNP Valtice (tehdy v Jihlavském kraji) v uherčickém zámku, který v té době patřil Československým státním statkům. Zájem o TNP mělo ředitelství Československých státních statků v Janově, které si u ministerstva vnitra podalo žádost o ženský TNP. Ženy byly internovány v zámku, který po konfiskaci collaltovského majetku připadl Československému státnímu statku Jaroměřice nad Rokytnou. Nacházely se zde ženy za šmelinu, státně bezpečnostní delikty, pokusy o útěky za hranice, prostitutky a ženy nakažené pohlavními nemocemi. Tábor ukončil činnost k 20. červnu 1951.

## Zřízení a chod tábora

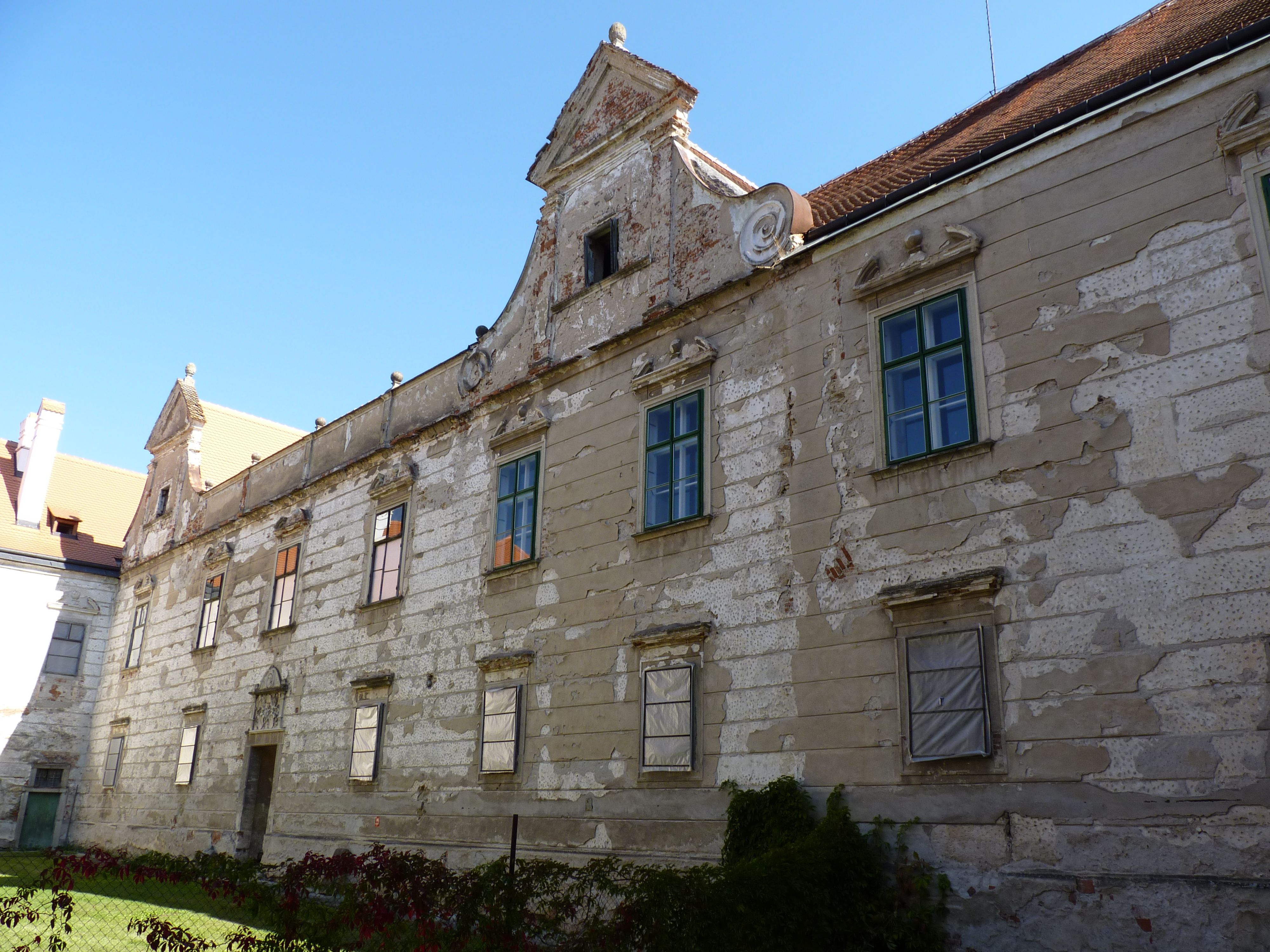
Uherčický zámek se nacházel pod národní správou od roku 1946. Po krátkém správcovství Státních lesů a statků přešel zámek roku 1949 pod správu Státního statku Jaroměřice nad Rokytnou. TNP si zde pronajal zámecké prostory v letech 1949–1951. Na devastaci se dále podílela Pohraniční stráž v období 1952–1964. Co nezvládli předchozí nájemci, dokončilo civilní obyvatelstvo, zejména mládež, svým vandalským chováním.

Nedostatek pracovních sil po odsunu německého obyvatelstva v jihomoravském pohraničí a nadcházející žně v roce 1949 urychlily zřízení tří nových ženských TNP v Širokých Třebčicích, Valticích a Uherčicích. K takovému rozhodnutí došlo na ministerstvu 11. července 1949. Uherčický zámek již v této době spadal pod správu Československého státního statku Jaroměřice nad Rokytnou. V jednom zámeckém křídle proběhla úprava ubikací se záchody, umyvárnami, sprchami, rozlehlou jídelnou a přípravnou teplé vody. Čtyři dny nato se již stěhovalo do zámku 18 chovanek z bývalé donucovací pracovny ve Znojmě a během dalších čtyř dní sem bylo z Čech zasláno dalších 36. K 31. červenci 1949 činil celkový počet 54 žen, které později doplnily i bývalé káranky z jihlavské donucovací pracovny. TNP v Uherčicích spadal pod TNP ve Valticích a krajské velitelství Národní bezpečnosti v Brně.
Zda byla naplněna maximální kapacita tábora 120 chovanek není zcela jasné. Zápis v obecní kronice obce Uherčice uvádí: „Přišlo jich 120 (internovaných žen), tedy pěkná výpomoc v zemědělství.“ Ve zprávách tábora se ale takový počet neuvádí. TNP Uherčice sloužil k internaci prostitutek a pachatelek trestných činů. V Uherčicích tak došlo k největší koncentraci žen nakažených syfilidou. Ženy se pokoušely o útěky, které až do poloviny roku 1950 nebyly trestným činem, ale posuzovaly se jako svévolné opuštění tábora. Tresty jako například důtku, snížení kapesného, přikázání zvláštních prací, zařazení do nižší platové třídy uděloval velitel tábora. Až do roku 1950 jsou svévolná opuštění tábora evidována.
Do funkce velitele tábora byl povolán poručík František Kyryán a do funkce velitele strážního oddílu vrchní strážmistr František Rýdl. Lékařem TNP Uherčice byl MUDr. Jaroslav Vrba, který měl praxi v blízkém Vratěníně. Celý strážní oddíl čítal sedm příslušníků SNB. Členové strážního oddílu se každé dva měsíce střídali, což se podle hlášení a zpráv odráželo na jejich vztahu k služebním táborovým povinnostem. Zbytek personálu tvořily chovanky. Ženy pracovaly na statcích v Uherčicích (v místě TNP), ve Slavětíně (vzdáleném 23 km), v Hejnici (vzdáleném 19 km), v Mešovicích (vzdálených 5 km). Ženy nasazené ve Slavětíně a v Hejnicích byly odloučeny od TNP po celý pracovní týden (od pondělí do soboty). Do Měšovic dojížděly denně. Po celou dobu se nacházely pod ostrahou. Podle zprávy ze srpna 1950 si pro dobrou pracovní morálku chtěly Československé státní statky tábor udržet co nejdéle. V I. pracovní třídě tehdy pracovalo 54% žen, v II. třídě 39% a do III. třídy bylo zařazeno 7% chovanek.

## Cenzura korespondence
Hlášení ze dne 15. září 1949 probírá volnost chovanek TNP Uherčice. Skutečnosti byly nalezeny v dopisu chovankyně Heleny Reiznerové (do Uherčic přišla v červenci 1949 z TNP České Budějovice), která se své přítelkyni (uprchlé z TNP České Budějovice Anně Šmídové) svěřuje, že 20. srpna 1949 spolu se 3 dalšími ženami navštívila kino a pak si zašly do místního hostince, kde požívaly alkohol a kolem jedné hodiny po půlnoci se vracely do tábora. Dále se rozepisovala, že v hostinci se nacházela také další chovanka se svým mládencem. Z dopisu je jasné, že o táborové cenzuře korespondence ženy nevěděly nebo si ji nepřipouštěly. Cenzuru osobní korespondence měla na starost osvětová referentka. Vyvození nápravy není uvedeno.

## Kontrola tábora
Štábní kapitán Turnovec provedl v Uherčicích kontrolu ve dnech mezi 6. - 7. únorem 1950. Podle jeho hlášení se mělo v táboře nacházet asi 100 chovanek (s dobrou pracovní morálkou) a 7 členů ostrahy. Z jeho informací je zřejmé, že tábor disponoval uhlím špatné kvality, stravování shledal dostatečným, potíže viděl se zamrzající vodou, takže nebylo možné používat záchody a umývárny. Turnovcovi se nelíbilo, že chovanky nedostaly vyplacené peníze za práci přesčas (1 000 – 2 000 Kčs). Velmi ojedinělé se ve všech pramenech jeví i jeho rozhodnutí, „aby jim odměna byla vyplacena a aby bylo kontrolováno, za co ji utratí!” Dále se zasadil, „aby propuštěné chovance Františce Havlíkové, která se v Uherčicích měla vdávat, byl jako svatební dar od ministerstva informací zaslán jeden kávový příbor.” Turnovec v hlášení vyzdvihuje snahu osvětové referentky, která plánovala s chovankami nacvičovat divadelní představení pohádky, a dodal, „že kdyby se to povedlo, mohly by účinkovat i jinde. Chovanky by se tak mohly alespoň přesvědčit, že okolí vůči nim netrpí předsudky”.

## Kárné případy v táboře
V táboře se řešilo několik případů. K navazování intimních vztahů docházelo jak mezi dozorci a chovankami, ale také s civilním obyvatelstvem. Z vyšetřovací zprávy vyplývá, že chovankyně Růžena Málková musela být 11. ledna 1950 přesunuta z TNP ve Valticích do Uherčic. Předmětem šetření byl její vztah s vrchním strážmistrem Adamíkem. Takový případ nebyl ojedinělý. Vrchní strážmistr Karel Fořt, který dovolil pracujícím chovankám ve Slavětíně, „(...) aby se bez dozoru vzdálily do hostince pro cigarety, čehož tyto využily a navázaly styk s muži, (...)“, byl z Uherčic odvolán.
Chovanka Ludmila Slavíková přešla do Uherčic 30. srpna 1949 z donucovací pracovny ve Znojmě, kde byla zatčena již od 15. září 1948 a měla za sebou čtyři útěky. Byla obžalovaná ze spolupráce s německou výzvědnou službou vedenou Henrim Werkmannem, dále za vyřčené výroky proti zřízení lidově demokratické československé republiky, měla pracovat pro výzvědnou službu (rozmístění vojenských posádek, jejich výzbroj atd), brát za informace finanční obnos a ilegálně přecházet do Německa a Polska. Společně s Růženou Skopalovou proběhlo v táboře šetření „pro jejich naprosto záporný postoj k lidově demokratickému zřízení, rozvracení pracovní morálky neukázněností“ a „využívání každé vhodné příležitosti, k rozvracení pracovní morálky a hanobení strany KSČ a jejích představitelů.“ Skopalová měla také při práci v chlévě podrývat pracovní morálku sezonních pracovníků ze Slovenska. Obě nebyly potrestány, jelikož probíhaly žně a pracovních sil byl nedostatek. V říjnu 1949 velitel tábora zjišťoval podle výpovědí chovanek Eleonory Mayerové a Ireny Vaškové hanobení prezidenta republiky, kdy chovankyně Eliška Čamková 2. října 1949 „otrhala u obrazu prezidenta republiky v jídelně tábora výzdobu, čímž dala najevo své nepřátelské smýšlení vůči lidově demokratickému zřízení našeho státu.“ Velitel se rozhodl pro potrestání dvěma týdny vězení a vyloučením ze zaměstnání.

## Likvidace tábora
Počátkem roku 1950 měly být malé a nerentabilní tábory rušeny. Je však pravděpodobné, že důvodem byla i jejich blízkost u státní hranice, kde probíhala výstavba "železné opony". V každém případě zrušení tábora nevítali zemědělci s nadšením. Zápis v obecní kronice uvádí: „Tohoto roku odchází kárný tábor žen. Byly již dosti dobře zapracovány do zemědělských prací i na Mitrově byly zaměstnány a teď zase ubude pracovních sil.“ 8. února 1951 proběhla v táboře s kapacitou 120 osob (obsazeno bylo 60 míst, po pohraniční stráži volných 200 míst) prohlídka. Soudruh Procházka z místní správy státních statků nesouhlasil se zrušením TNP Uherčice hlavně kvůli nedostatku pracovních sil a apeloval, že takové zrušení „ohrozí splnění pětiletky”. Statek obhospodařoval totiž i 20 hektarů se speciální zeleninou, kde se vyloženě jednalo jen o manuální práci. Sedm chovanek absolvovalo kurz pro traktoristky, „a ty slíbily, že po propuštění z TNP zde budou minimálně dva roky pracovat.” 
Správa statku souhlasila velmi ochotně s opravou tábora (rozšířením místností chovanek, opravou koupelen – van, sprch i umýváren), samozřejmě v případě, že TNP bude dál v Uherčicích fungovat. Správce statku také poukázal, že TNP Uherčice není v takové blízkosti státní hranice jako Valtice a Jaroslavice. S tím souhlasil i okresní sekretariát KSČ. Výsledkem provedených kontrol v TNP pro ženy na jižní Moravě mezi 7. – 9. únorem 1951 bylo zachování TNP Uherčice a ženy ze zkoumaných táborů měly být soustředěny do zámeckého areálu. V dubnu 1951 obdržel krajský inspektorát Československých státních statků v Jihlavě zprávu o zrušení TNP v Uherčicích. Od 19. do 20. dubna 1951 se počítalo s převozem chovanek do TNP v Gottwaldově, v květnu s materiální likvidací a do 20. června 1951 s finančním předáním. Původní záměr předpokládal jen zůstatek malé skupinky, která by tábor likvidovala. 18. dubna rozhodl podplukovník SNB H. Kuchta o provozu tábora až do konce května. K úřednímu materiálnímu a finančnímu předání zámeckého objektu nedošlo. Tábor ukončil činnost k 20. červnu 1951.